# Језици Азербејџана
Азербејџански језик је службени језик и медијум комуникације Азербејџанске Републике.

## Опште
Примарни и службени језик Азербејџана је азербејџански, азеријски и турски језик који је блиско повезан и поприлично сличан са модерним турским језиком. Заједно са Турцима, Туркменима и Гагаузима, азербејџански језик је члан југозападне групе туркијских језика. Иако се азербејџански језик користи у Азербејџану, јужној Русији (Дагестан) и северном Ирану, дијалекти су различити. Осим тога, Азербејџан је признат као службени медиј наставе у Дагестану и у Азербејџанској Републици, међутим, он није службени језик у северном Ирану где број Азербејџана премашује онај у самој Азербејџану. Азербејџански језик који се говори у иранском Азербејџану је сасвим другачији од оног који се говори у северном Азербејџану и уместо да промовише употребу језика, иранска влада је обесхрабрила и чак га је забранила неколико деценија.

## Садашњица
Према попису становништва из 2009. године, 92,5% становништва говори азербејџански као матерњи језик , док руски и енглески играју значајну улогу као језици у образовању и у комуникацији. Више од половине азербејџанских говорника говори један језик. Велика популација у Нагорно-Карабаху, која говори енглески, више није под контролом владе. Лезгијски, талшиски, аварски, грузински, будухски, јудеотатски, критски, рутул, цакурски, тат и уди су језици којима говоре мањине. Сви горепоменути језици су угрожени језици којима прети изумирање, јер их говори неколико (мање од 10.000) или врло мало (мање од 1.000) људи и њихова употреба стално опада са емиграцијом и модернизацијом.
Азербејџан није ратификовао Европску повељу о регионалним или мањинским језицима на коју је 1992. године потписала странка Народни фронт. Године 2001, тадашњи председник Азербејџана Хејдар Алијев објавио је изјаву у којој "Азербејџанска Република није у позицији да гарантује имплементацију одредби Повеље док се њена територија коју окупира Република Јерменија не ослободи".

## Историја
Средњовековни писац Ибн ал-Надим у својој књизи Ал-Фихрист спомиње да су сви персијски крајеви антике (укључујући и оно што је данас Азербејџанска република) говорили један језик. Тамо цитира великог учењака Абдулаха Ибн ал-Мукафа: "Ирански језици су Фахлави (Средњоперсијски), Дари, Кузи, Персијски и Серијани. Средњоперсијски језик долази од речи Фахлех. А Фахлех је име које се односи на 5 региона: Исфахан, Раи, Хамедан, Мах-Нахаванд и Азербејџан ."
Затим извештава да је Дари службени језик краљевских судова и да је из Хорасана и Балка и источног Ирана; Парси је језик Зороастријских Мообеда и потиче из Фарса; Хузи је незванични језик краљевске породице и из Хузестана; и Серијани потиче из Месопотамије.
Неки азербејџански песници, као што је Катран Табризи, користили су реч "персијски" и "пахлави" наизменично да би описали свој матерњи језик.
Историчар Хамдолах Мостовфи чак иде и до описивања варијанти "Пахлавија" у различитим деловима Азербејџана. У својој књизи Тарик Гозиде описује осам песника из Азербејџана који говоре персијским језиком. Наравно, Дари и Пахлави су се до сада спајали у један, пошто су се наредне династије кретале од истока ка западу, доносећи са собом Дари верзију иранског језика.
Довољно је рећи да је број записа и докумената из Азербејџана на пахлавском (средњоперсијском) језику толико брно да нема сумње да је то заиста био матерњи језик Азербејџана пре доласка Турака. Многе речи у актуелном азербејџанском речнику су заправо пахлавског порекло.
Садашњи турски облик азербејџанског језика заменио је средњоперсијски језик у Азербејџану пре династије Сафавид, почевши од доласка Селџука Турака. Међутим, неки историчари извештавају да се средњоперсијски језик говори у Табризу још у 17. веку. Чак и турски турски истраживач Евлија Челебија спомиње ово у свом путопису. Он такође извештава да су елите и учени људи говорили тим језиком приликом његових путовања по региону.

## Развој језика
Прва појава употребе азербејџанског језика уско је повезана са првим појављивањем турских племена у раном првом миленијуму. Насељавањем турских племена на њих је утицала не само на економију, већ и културу и језик који се користе за комуникацију. Развој азербејџанског језика као средства комуникације прошао је дуг пут који обухвата векове. Азербејџански језик има најмање 1300 година историје као медиј комуникације на територији сада Азербејџанске Републике, источне Турске, југоисточне Грузије , северозападног Ирана, источна Јерменије и јужна Русије. Неки извори истичу да писани књижевни примери употребе језика датирају из 13. века. Азербејџански језик је имао два главна периода развоја - антички период од 13. до 18. века и данашњи период, почевши од краја 18. века и траје до данашњих дана.
Антички период покрива не само главну развојну фазу језика, већ покрива и ренесансну литературу Азербејџана. Током античког периода, владом и војском владали су династије Сафавиди, Агоиунлус, Каракоиунлус и Делаириди, који се преклапају са периодом књижевног развоја територије и земље.
Азербејџани су током читаве историје били под утицајем многих култура, јер су их окупирале различите земље. Најчвршћи и најдужи од ових спољних утицаја су персијски, арапски, руски. Захваљујући окупацији и насељавању горепоменутих земаља, азербејџански језик је такође коришћен у складу са њиховим језицима, омогућавајући му да позајми превелики број речи из њихове културе и заузврат да позајмљује речи. То би могао бити разлог зашто је, без обзира на то што је готово три деценије независан, утицај других језика и даље изузетно јак, посебно након 70 година под совјетском окупацијом, руски језик се и даље широко користи у земљи.